# تفاح مامي
تفاح مامي أو مامي أمريكي (الاسم العلمي:Mammea americana) هو نوع من النباتات يتبع جنس المامي من فصيلة جميلات الأوراق.
ويعرف أيضاً باسم مشمش سانتو دومينغو والمشمش الاستوائي ومشمش أمريكا الجنوبية. وهو شجرة دائمة الخضرة فاكهتها صالحة للأكل. وهو من أقارب الجوز جندم (المانغوستين). في بعض بلدان أمريكا اللاتينية يُشار إلى Mammea americana باسم «المامي الأصفر» من أجل تمييزها عن «المامي سبوتة» (Pouteria sapota) غير ذات الصلة ولكنها متشابهة المظهر، والتي تسمى فاكهتها عادةً باسم «المامي الأحمر».